# NGC 2488
NGC 2488 est une vaste galaxie lenticulaire relativement éloignée et située dans la constellation du Lynx. NGC 2488 a été découverte par l'astronome germano-britannique William Herschel en 1790.

## Caractéristiques
Sa vitesse par rapport au fond diffus cosmologique est de 8 587 ± 17 km/s, ce qui correspond à une distance de Hubble de 126,7 ± 8,9 Mpc (∼413 millions d'al).